# Hip Hop Kemp
Hip Hop Kemp (HHK) – międzynarodowy festiwal, koncentrujący się głównie na kulturze hip-hopowej. Festiwal odbywa się corocznie w sierpniu w Czechach. Od pierwszej edycji oprócz koncertów odbywają się także pokazy oraz szkółki breakdance, graffiti, i beatboxu.
Pomysł zorganizowania hiphopowego festiwalu undergroundowego należy do czeskiego magazynu BBaRáK. Ideą organizatorów było zaproszenie wielu gwiazd z podziemia, zamiast zapraszania jednego, za to bardzo znanego, rapera. Od 2004 roku organizowana jest jego kompleksowa promocja w polskich mediach, za którą odpowiada agencja Joytown.

## Hip Hop Kemp 2002
Pierwsza edycja festiwalu miała miejsce od 15 do 18 sierpnia 2002 roku, na terenie basenów Cihelna w Pardubicach. Wystąpili m.in. Yeshua da Poed z grupy Wee Be Foolish, Fat Jon i Pase z grupy Five Deez (USA), Task Force, Phi-Life Cypher (Wielka Brytania), oraz polski zespół Grammatik i Druh Sławek. Pierwsza edycja festiwalu – Hip Hop Kemp 2002 zgromadził 3000 osób.

## Hip Hop Kemp 2003
Druga edycja festiwalu odbyła się w dokładnie tych samych dniach, oraz w tym samym miejscu co Hip Hop Kemp 2002. Festiwal przyciągnął ponad dwa razy więcej osób niż pierwsza edycja – 7000, w tym zorganizowanym transportem przybyło kilkaset osób z Polski. W tymże roku, publiczność bawiła się przy dwóch scenach. Udział wzięli wykonawcy tacy jak Mr Lif, Akrobatik (USA), DJ Vadim wraz z zespołem Russian Percussion (Wielka Brytania) – szwedzki wykonawca Looptroop oraz polski duet Pezet/Noon.

## Hip Hop Kemp 2004
Kolejna edycja festiwalu, to zmiana miejsca oraz daty – odbył się on w dniach 13 – 15 sierpnia w mieście Hradec Králové. Powodem zmiany miejsca był przewidywana większa ilość fanów hip hopu którzy przybędą na trzecią edycję festiwalu, w związku z czym potrzebna była większa ilość miejsca. Prognozy organizatorów okazały się słuszne – przybyło 13 000 ludzi. Na festiwalu wystąpili m.in. Wildchild, DJ Romes (obaj z zespołu Lootpack) 7L & Esoteric, Killa Kela – beatboxer (USA), Brytyjczyk Blade, Szwed Promoe. W tym roku Polskę reprezentował raper O.S.T.R. oraz zespół WWO. Oprócz koncertów, jak co roku zapewniono inne atrakcje, m.in. „bitewny namiot” w którym odbywały się walki we freestyle'u. Brali w nich udział także Polacy – Te-Tris, Rufin, Kamel, oraz wspomniany O.S.T.R. W turniejach breakdance brała udział gnieźnieńska formacja Nontoper Mielonka.

## Hip Hop Kemp 2005

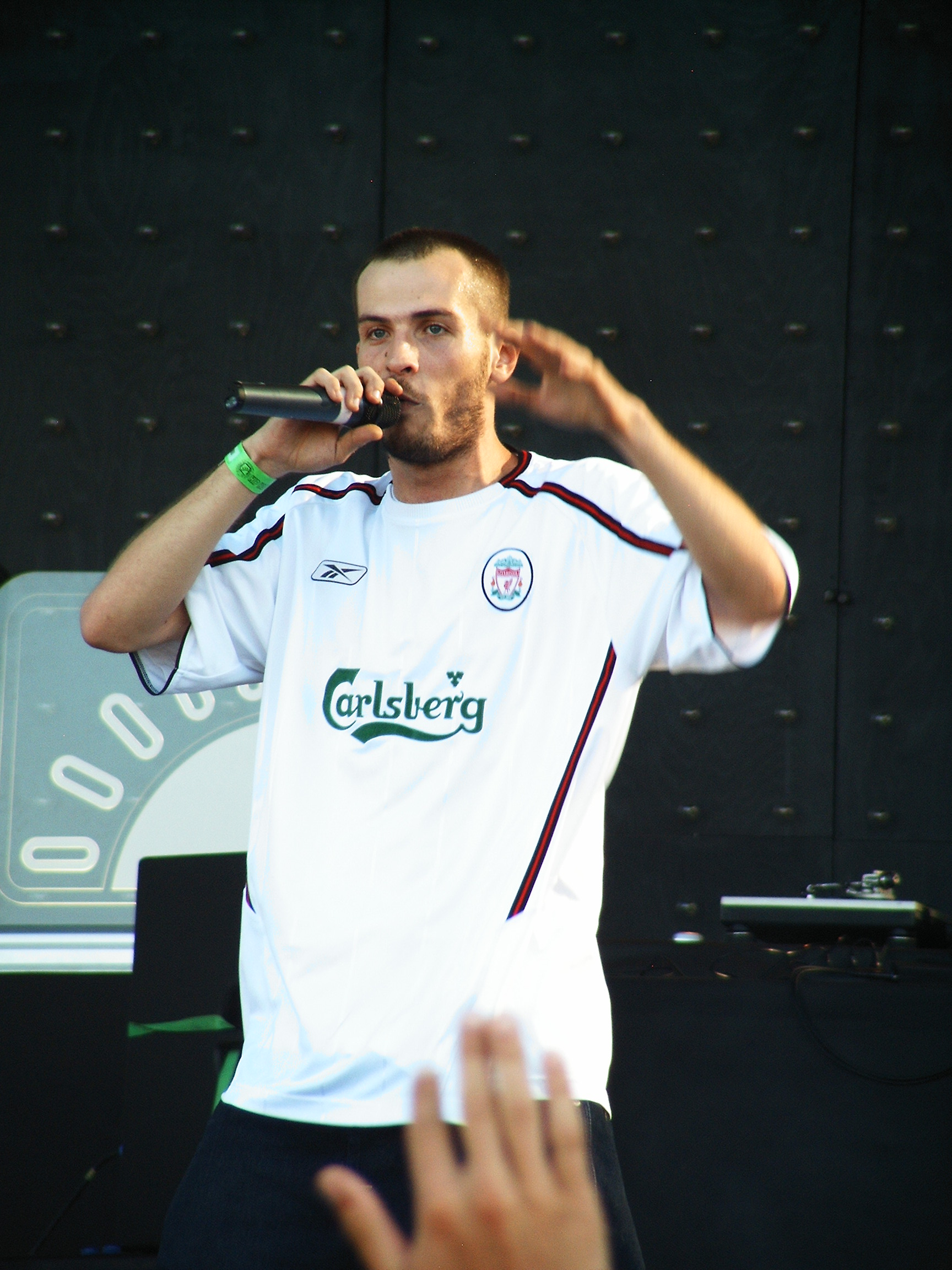
Polski raper O.S.T.R. na Hip Hop Kemp 2006

W następnym roku także zmieniono miejsce festiwalu – odbył się on na dawnym lotnisku położonym pod miastem Hradec Králové. Na Hip Hop Kemp 2005 przybyło 16 000 osób. Na scenach można było zobaczyć takich wykonawców jak Masta Ace, DJ Vadim wraz z zespołem One Self, Inspectah Deck z grupy Wu-Tang Clan, Last Emperor, Skinnyman, Foreign Beggars, Zombie Squad, oraz polskich artystów: Pezet/Noon, WWO, występujący już wcześniej na HHK oraz pierwszy raz K.A.S.T.A.

## Hip Hop Kemp 2006
Jubileuszowa, piąta edycja, zgromadziła 20 000 fanów kultury hip hop. Artyści którzy wystąpili, to Curse (Niemcy), R.A. The Rugged Man, Planet Asia i Rasco z grupy Cali Agents, Afu Ra, Non Phixion (USA), C2C, Hocus Pocus (Francja), Indy&Wich, PSH (Czechy), Kontrafakt (Słowacja). Jak co roku na HHK znaleźli się także Polscy wykonawcy: Kaliber 44, WWO, Łona, O.S.T.R., DJ Twister. Wystąpiła także breakdance'owa grupa Nontoper Mielonka (obecna także na Hip Hop Kemp 2004).

## Hip Hop Kemp 2007
Hip Hop Kemp 2007 odbył się w dniach 24 – 26 sierpnia, na lotnisku opodal miasta Hradec Králové. Na szóstej edycji festiwalu wystąpili m.in. Dilated Peoples, M.O.P., Redman, eMC. Polscy wykonawcy, którzy wzięli udział to Warszafski Deszcz (Tede i Numer Raz), Molesta Ewenement, Eldo z Grammatika wraz z DJ Danielem Drumzem.

## Hip Hop Kemp 2008
Siódma edycja festiwalu Hip Hop Kemp odbyła się w dniach 22 – 24 sierpnia po raz kolejny na terenie Festival Parku, czyli dawnego lotniska przy Hradcu Králové. W tym roku wystąpili takie gwiazdy ambitnej sceny hip hop jak The Roots, Pharoahe Monch, Atmosphere, eMC, Brother Ali i Kano. Polskę reprezentowali O.S.T.R. i SOFA, 2cztery7 (+ Flexxip) oraz Sokół feat. Pono. Łącznie wystąpiło ponad 400 wykonawców, których podziwiało około 20 tysięcy fanów. Po raz kolejny do Hradca wyjechała z Polski flota specjalnych Kempobusów. Kempowe autokary wyjechały z 13 największych polskich miast.

## Hip Hop Kemp 2009
Kolejna edycja HHK odbyła się w dniach 20-22 sierpnia.
Wystąpili m.in. Method Man, La Coka Nostra, Devin the Dude, Black Milk, Termanology, Reks + Soul Theory & DJ DBefekt, Lady Sovereign, Blak Twang, El Da Sensei & The Returners, B.o.B., Blu & Exile, Camp Lo, Planet Asia, Cymarshall Law, Killa Kela + Bashy, Reef The Lost Cauze, John Robinson. Polskę reprezentował Pih, Te-Tris, Warszafski Deszcz The Returners oraz Blady Kris

## Hip Hop Kemp 2010
Dziewiąta edycja festiwalu odbyła się w dniach 19-21 sierpnia 2010, po raz kolejny na terenie Festival Parku w Hradcu Králové. Głównymi gwiazdami byli m.in. Talib Kweli+Hi-Tek, Chali 2na (Jurassic 5), Freeway, Roots Manuva, Boot Camp Clik, Large Professor, Necro, Masta Ace, Sage Francis. Polskimi artystami, którzy zagrali podczas festiwalu, byli O.S.T.R., Pezet/Małolat, Małpa, 3oda Kru, The Returners i Hifi Banda.

## Hip Hop Kemp 2011
Jubileuszowa, dziesiąta edycja festiwalu odbyła się w dniach 18-20 sierpnia na terenie Festival Parku w Hradcu Králové, gromadząc około 25 tysięcy fanów czarnych brzmień. Głównymi gwiazdami byli m.in. Method Man i Redman, Heavy Metal Kings, Random Axe, The Electric, M.O.P., Looptroop Rockers, Pharoahe Monch, Pac Div, Odd Future, Arsonist i Snoowgoons. Polskę reprezentowali DonGuralEsko, Parias, Te-Tris, W.E.N.A., Alkopoligamia i 3oda Kru.

## Hip Hop Kemp 2012
Hip Hop Kemp 2012 odbył się w dniach 16-18 sierpnia, po raz kolejny na terenie dawnego lotniska w Hradcu Králové. Podczas 11. edycji w Festivalparku wystąpili między innymi Mos Def a.k.a Yasiin Bey, Dilated Peoples, Foreign Beggars, Madlib i Freddie Gibbs, Dope D.O.D, Macklemore i Ryan Lewis, a także polska reprezentacja hiphopowej sceny Tabasko (O.S.T.R.), WSRH, VNM, Łona i Webber, Sokół i Marysia Starosta i inni.

## Hip Hop Kemp 2013
12. edycja czeskiego festiwalu odbyła się w dniach 22-24 sierpnia w Hradcu Králové. Na głównej scenie pojawili się między innymi Kendrick Lamar, De La Soul, Big Daddy Kane, El-P, R.A. the Rugged Man, Apollo Brown & Guilty Simpson, Stalley, Lords Of The Underground, oraz tradycyjnie reprezentacja rapowej sceny z Polski – Bisz & B.O.K Liveband, Trzeci Wymiar, Miuosh & Kato Band, Te-Tris i W.E.N.A., Gruby Brzuch (Grubson, BRK, Jarecki), JWP i Bez Cenzury, Kali x Paluch i inni.

## Hip Hop Kemp 2014
Podczas 13. edycji tzw. „Festiwalu z Atmosferą”, który odbył się w dniach 21-23 sierpnia, wystąpiły między innymi takie gwiazdy hiphopowej sceny, jak CeeLo Green, KRS-One, Onyx, Dilated Peoples, Bizzare Ride 2 The Pharcyde, Black Moon, Black Milk, Action Bronson, Madchild, Dillon Cooper, Snak The Ripper czy Ras Kass. Nie zabrakło także przedstawicieli Polski – na festiwalu Hip Hop Kemp pojawili się O.S.T.R. & Marco Polo, Ten Typ Mes, Rasmentalism, Pokahontaz & Buka & Grubson, Eripe & Quebonafide, Kękę, Sztigar Bonko, The Modulators, Junior Stress, a także skład Młodych Wilków Popkillera i kilku artystów pod szyldem Laidback Show.

## Hip Hop Kemp 2015
W 2015 roku uczestnicy świętowali 14. edycję czeskiego festiwalu. Między 20 a 22 sierpnia w Festivalparku w Hradcu Králové pojawili się Ghostface Killah, Mobb Deep, Joey Badass, Evidence, Hopsin, Dope D.O.D., Yelawolf, PRhyme (Royce da 5’9” i DJ Premier), Gang Starr Foundation (Jeru the Damaja, Big Shug, Lil’ Dap) oraz polscy artyści – Bisz /B.O.K., VNM, Włodi & DJ B, DonGuralesko & Szpadyskład, Ortega Cartel & Gruby Mielzky, Dwa Sławy, Pro8l3m, Quebonafide, Spinache i ekipa Alkopoligamia.com (Kuba Knap, Zetenwupe, Małe Miasta, Rau, Leh, Stasiak).

## Hip Hop Kemp 2016
Na jubileuszowej, 15. edycji od 18 do 20 sierpnia wystąpili między innymi Redman, Machine Gun Kelly, Pete Rock & CL Smooth, Onyx, A-F-R-O, Anderson .Paak, Mick Jenkins, Masta Ace, Boot Camp Clik, Looptroop Rockers, The Underachievers, Jigmastas, Raz Fresco, Asher Roth, Jay Prince czy Planet Asia. Na scenie pojawili się też tacy polscy artyści, jak Kaliber 44, Tede i DJ Buhh, Kękę i Paluch, JWP/BC, Małpa, Rasmentalism, Wuzet, Otsochodzi, Oxon i Revo, Eskaubei & Tomek Nowak Jazz Quartet, Co Cie Trapy x Mordor Muzik, Adi Nowak i Meek Oh Why?.

## Hip Hop Kemp 2017
Podczas 16. edycji między 17 a 19 sierpnia na festiwalowej scenie zagrali Mos Def, Jedi Mind Tricks, D.I.T.C., Rejjie Snow, Oddisee, Kool G Rap, Main Source, Alltta, Little Simz, Rah Digga, The Mouse Outfit czy Apollo Brown oraz reprezentacja polskiego rapu: Pro8l3m, Grammatik, Quebonafide, Ten Typ Mes, Dwa Sławy, Małpa i Mielzky, W.E.N.A. i Sarius.